# 武漢弘芯
武漢弘芯半導體製造有限公司（英語：Wuhan Hongxin Semiconductor, HSMC），簡稱武漢弘芯、弘芯，成立於2017年11月，總部位於中國湖北省武漢市東西湖區臨空港經濟技術開發區，業務為半導體晶圓研發與制造。號稱擁有1,280億元人民幣的投資項目，曾在中國大陸半導體產業聲名大噪。2020年7月被公佈發生資金鏈斷裂問題，2021年2月通知遣散全體員工。

## 主要人物
- 蔣尚義：1997年於台灣積體電路製造（台積電）擔任研發副總裁，2009年擔任首席運營官至2013年退休。2016年12月加入中芯國際擔任獨立董事。2019年6月由中芯國際跳槽至武漢弘芯成為首席執行官。2020年6月辭去武漢弘芯一切職務。
- 龍偉：武漢弘芯成立初期的董事長，2019年5月在董事名單中退出。[2]
- 李雪艷：北京光量藍圖科技發起人及武漢弘芯成立初期的董事兼總經理，2019年5月出任董事長。她曾有販賣燒酒和中藥且並營業飯店的經驗，但沒有半導體相關行業經驗。[3]
- 曹山：北京光量藍圖科技發起人及武漢弘芯成立初期的董事，2019年5月在董事名單中退出。他號稱是「泉能先進集成電路產業研究院」的老闆，根據該機構官網資料，機構創始人是劉德華，副總裁是郭富城、黎明和張學友。有傳媒指「曹山」是假名，真名為「鮑恩保」。[4][5][3][6]

## 歷史
2017年11月，武漢弘芯半導體製造有限公司成立，注冊資本為20億元人民幣，持股90％的大股東「北京光量藍圖科技有限公司」（北京光量）承諾投資18億元人民幣，屬於武漢東西湖區政府的「武漢臨空港開發區工業發展投資集團有限公司」持股10％，承諾投資2億元人民幣。武漢弘芯對外宣稱將投資1,280億元人民幣在半導體的製程發展技術上，主攻邏輯芯片及系統集成，並提供晶圓先進封裝服務。弘芯成立初期，龍偉擔任董事長，李雪艷擔任董事兼總經理，曹山擔任董事，但三人之前沒有半導體相關行業經驗。
2018－2019年，入選湖北省重大專案。
2019年6月，挖角在大陸晶圓代工龍頭中芯國際擔任獨立董事的蔣尚義加入成為首席執行官。同年從台積電挖角了數十名工程師與管理人員，並以8億元人民幣買入了一部荷蘭艾司摩爾（ASML）生產的DUV深紫外光刻機。
2019年11月，湖北省武漢市中級人民法院發佈民事裁定書，裁定立即查封武漢弘芯300多畝土地使用權，查封期限為三年。
2019年12月22日，一部由艾司摩爾生產、型號為NXT:1980Di的DUV深紫外光刻機運抵武漢臨空港經開區（東西湖區）網安大道的一座廠房內，武漢弘芯當日為這台光刻機舉行一個進廠儀式。蔣尚義表示，因自己在台積電時和艾司摩爾簽約過數百台機器，艾司摩爾是看面子才賣出這一台光刻機。據傳艾斯摩爾在業界也是以審核十分嚴苛著名，出售機器都會派遣隨機的服務工程師，以評分方式判斷廠家是否具備操作資格，但即使是該公司親自前往武漢勘查，光刻機團隊也未發現異常，直到最後機器被抵押才發現受騙。
2020年1月20日，武漢弘芯抵押全新尚未啟用的艾司摩爾掃描式光刻機给武汉农村商业银行，借貸額為5.8億元人民幣，債務履行期限為2019年4月19日至2024年4月18日。
2020年7月8日，蔣尚義被要求出席「員工表彰大會」為員工頒獎，武漢弘芯並對外發布蔣尚義與李雪艷等人的合照，穩定公司軍心，之後蔣尚義迅速離開武漢，返回其位於美國的居所。
2020年7月30日，湖北省武漢市東西湖區政府發佈《上半年東西湖區投資建設領域經濟運行分析》文件，指出武漢弘芯半導體「存在較大資金缺口，隨時面臨資金鏈斷裂，導致計劃停滯的風險」，並指出弘芯第二期的用地未能完成土地調規和出讓等。同時，傳媒發現在弘芯的註冊資金20億元中，只有武漢臨空港經濟技術開發區工業發展投資集團有限公司兌現2億元的投資承諾，大股東北京光量藍圖科技有限公司實繳資本為零，並未兌現18億元的投資承諾。根據中國大陸傳媒報導，弘芯原計畫購置3,560台設備，但目前只有300多台設備處於訂購與進廠階段，因設備不足，四、五百名員工無法進行實際生產操作，部分員工只能「扮演」機台以進行「產線模擬」，雖然14納米的生產線仍未能運作，但「產線模擬」的員工己開始「強攻3納米」。
2020年11月初，武漢弘芯大股東北京光量股權變更，自然人股東李雪艷與莫森退出後，被由武漢市東西湖區人民政府國有資產監督管理局全資控股的國有獨資企業「武漢光量藍圖科技有限公司」全資收購。

2020年11月17日，蔣尚義公開宣布已經於6月辭去武漢弘芯董事長、總經理及首席執行官等一切職務。同年12月，蔣尚義重回中芯國際擔任副董事長，並指武漢弘芯是一場噩夢。
2021年2月，武漢弘芯對內部員工寄發通知，指無復工復產計畫，要求全體員工於同月28日下班前提出離職申請，並於同年3月5日下班前完成離職手續辦理。
台灣前紫光集團執行副總裁高啟全表示，武漢弘芯倒閉乃預料之事，他並斷言指出，2020年起轉趨嚴控半導體製造投資後，「半導體項目大躍進」已結束。